# Папска тиара
Папската тиара (на гръцки: τιάρα) е тройна корона, отличаваща се с висока, |яйцеобразна форма, носена от папата, увенчана с неголям кръст и 3 венеца.

## История
Първоначално формата на папската тиара е проста висока шапка, но в епохата на средневековието придобива трите венеца, приемайки своята окончателна форма в началото на XIV век. Венците се считали за символи на Светата Троица или трите статуса на Църквата: Рим, християнския свят и духовното владичество.
В средата на ХХ век папската тиара излиза от употреба, като последният папа, който я носи, е
папа Павел VI през 1963 г. За него е изработена специална тиара от Миланската епархия. По-късно папа Павел я предава в музей. След него нито папа Йоан Павел I, нито папа Йоан Павел II, нито папа Бенедикт XVI, нито Франциск са короновани с тиара. Бенедикт XVI дори изважда символа тиара от папския герб.